# 김명윤
김명윤(金命潤, 1924년 5월 3일 ~ 2016년 2월 1일)은 대한민국의 정치인으로, 제5·9·15대 국회의원이다.

## 학력
- 1943년 강릉공립상업학교 졸업
- 1946년 주오대학교 법학과 중퇴
- 1951년 서울대학교 법과대학 LL.B.

## 경력
- 춘천지방검찰청 강릉지청 검사
- 서울지방검찰청 검사
- 민주화추진협의회 부의장
- 통일민주당 부총재
- 대한무역투자진흥공사 이사장
- 제6대 민주평화통일자문회의 수석부의장
- 한국방정환재단 부총재
- 민주화추진협의회 공동이사장
- 한양합동법률사무소 변호사
- 새누리당 상임고문

## 역대 선거 결과
|  | 21.67% |

|  | 31.03% |

|  | 24.06% |

|  | 9.66% |

|  | 36.29% |

|  | 41.3% |

|  | 34.5% |

## 소속 정당
| 소속 정당 | 소속 정당  | 소속 기간 | 비고           |
| --------- | ---------- | --------- | -------------- |
|           | 무소속     | 1958      | 정계 입문      |
|           | 민주당     | 1958~1961 | 입당           |
|           | 무소속     | 1961~1963 | 정당 해산      |
|           | 민정당     | 1963      | 창당           |
|           | 무소속     | 1963      | 탈당           |
|           | 국민의당   | 1963      | 창당           |
|           | 무소속     | 1963      | 탈당           |
|           | 보수당     | 1963~1966 | 창당           |
|           | 무소속     | 1966      | 정당 해산      |
|           | 민중당     | 1966~1967 | 입당           |
|           | 신민당     | 1967~1969 | 합당           |
|           | 무소속     | 1969      | 자진 정당 해산 |
|           | 신민당     | 1969~1978 | 정당 재등록    |
|           | 무소속     | 1978~1979 | 탈당           |
|           | 신민당     | 1979~1980 | 복당           |
|           | 무소속     | 1980~1987 | 정당 해산      |
|           | 통일민주당 | 1987~1990 | 창당           |
|           | 민주자유당 | 1990~1995 | 합당           |
|           | 신한국당   | 1995~1997 | 당명 변경      |
|           | 한나라당   | 1997~2012 | 합당 정계 은퇴 |
|           | 새누리당   | 2012~2016 | 당명 변경 사망 |

## 같이 보기
- 강릉시 (1958년 선거구)
- 강릉시의 국회의원
- 강릉시·명주군·삼척군
- 명주군의 국회의원
- 삼척군의 국회의원
- 대한민국의 민주평화통일자문회의 수석부의장
- 대한민국 제15대 국회의원 선거 신한국당 후보 목록#전국구

## 가족 관계
- 배우자 : 최정옥 (1927년 ~ 2011년 9월 7일)
  - 아들 : 김경호
  - 딸 : 김정연, 김유정
    - 사위 : 김권희, 추무진